# Robert Loïdi
Robert Loïdi, né le 15 août 1948 à Toulouse (Haute-Garonne), est un homme politique français.

## Détail des fonctions et des mandats
Mandat parlementaire
- 23 juin 1988 - 1er avril 1993 : Député de la 4e circonscription de la Haute-Garonne